# O Vicedo
O Vicedo è un comune spagnolo di 2 194 abitanti situato nella comunità autonoma della Galizia.